# Funaria planifolia
Funaria planifolia là một loài Rêu trong họ Funariaceae. Loài này được (Thwaites & Mitt.) Broth. mô tả khoa học đầu tiên năm 1903.